# قائدطاهر
قائدطاهر روستایی است از توابع شهرستان بروجرد در استان لرستان. این روستا در دهستان گودرزی در بخش اشترینان این شهرستان قرار دارد.قائدطاهر در لری کاتار Katar نامیده می‌شود.    

## جمعیت
بنابر سرشماری مرکز آمار ایران، جمعیت قائد طاهر در سال ۱۳۹۵ برابر با ۱۶۷۷ نفر بوده‌است که از این میان ۸۱۸ نفر مرد و ۸۵۹ نفر زن بوده‌اند. این روستا ۵۴۵ خانوار دارد.